# Sedecia (nome)
Sedecia  è un nome proprio di persona italiano maschile.

## Varianti
- Maschili: Zedechia

### Varianti in altre lingue
- Arabo: صدقيا (Şidqiyyā)
- Ebraico: צִדְקִיָּהוּ (Tzidqiyyahu, Tzidkiyahu, Şidhqiyyāhû)[1]
- Greco biblico: Ζεδεκίας (Zedekias)
- Inglese: Zedekiah[1]
  - Ipocoristici: Zed[1]

## Origine e diffusione
Deriva dal nome ebraico  צִדְקִיָּהוּ (Tzidqiyyahu), che vuol dire "giustizia di Yahweh" o "Yahweh è la mia giustizia" (dalla stessa radice di Sadoc), o forse "Yahweh è la mia salvezza". È presente nell'Antico Testamento, dove è portato in particolare dall'ultimo re di Giuda, Sedecia, oltre che da almeno altri cinque personaggi minori.

## Onomastico
L'onomastico ricorre il 1º novembre, in occasione di Ognissanti, in quanto il nome non è portato da alcun santo ed è quindi adespota.

## Il nome nelle arti
- Zed è un personaggio della serie cinematografica Scuola di polizia.